# 朴正大
朴 正大（パク・チョンデ、パク・ジョンデ、1965年 - ）は韓国の詩人である。江原道旌善郡出身。

## 略歴
彼は、頑固なほど同じ主題と同じ出来事、同じ時点を繰り返して詩を書いた。とても抒情的で浪漫的な話を、まるで一つの音楽のように表現した。同じ抒情を繰り返すことは、詩人の内面にある、解決できない問題意識が切迫したものであることを意味する。
彼が二十代だった時、韓国は革命と闘争の時代で、個人的で感傷的な恋愛は禁止された時期だった。政治的な弾圧をうけていた全国教職員労働組合(全教組)に加入して、現在も全教組で発行している<木蓮通信>の編集長として活動している。現実の中の詩人は、政治・社会的な活動に活発に参加しているが、詩人は詩の中では相変らず、ギターを弾きながら歌を歌い、青い高原に向かって馬を走らせ、孤独で偉大なる愛を夢見ている。

## 受賞歴
- 2003年、第14回 金達鎭文学賞
- 2004年、第19回 素月文学賞

## 主な作品
- 1997年、『단편들』(短編)[2]
- 2001年、『내 청춘의 격렬비열도엔 아직도 음악 같은 눈이 내리지』(僕の青春の格列飛列島にはいまだに音楽の雪が降っている)
- 2004年、『아무르 기타』(アムールギター)
- 2007年、『사랑과 열병의 화학적 근원』(愛と熱病の化学的な根源)
- 2011年、『모든 가능성의 거리』(すべての可能性との距離)
- 2011年、『삶이라는 직업』(人生という職業)
- 2013年、『어쩌다 당신이 좋아서』(偶さか、あなたのことが好きで)
- 2014年、『체 게바라 만세』(チェ・ゲバラ)